# Gurania macrantha
Gurania macrantha är en gurkväxtart som beskrevs av José Cuatrecasas. Gurania macrantha ingår i släktet Gurania och familjen gurkväxter. Inga underarter finns listade i Catalogue of Life.